# النور الیوودیچ
النور الیوودیچ (صربی: Enver Alivodić؛ زادهٔ ۲۷ دسامبر ۱۹۸۴) بازیکن فوتبال اهل صربستان است.
از باشگاه‌هایی که در آن بازی کرده‌است می‌توان به باشگاه فوتبال وویوودینا، باشگاه فوتبال چوکاریچکی، باشگاه فوتبال نیوکاسل یونایتد جتس، باشگاه فوتبال رادنیشکی نیش، و باشگاه فوتبال انوسیس نئون پارالیمنی اشاره کرد.
وی همچنین در تیم ملی فوتبال صربستان بازی کرده‌است.